# TvN Remix Version
TvN Remix Versionは、オム・ジョンファのアルバム第6集「花」から「タガラ（みんな行って）」と、第4集「Invitation」から「招待」の2曲のリミックスを収録したデジタルシングル。

## 収録曲
1. 招待 (tvN Remix Version)
2. タガラ（みんな行って） (tvN Remix Version)